# Chloe Kelly
Chloe Maggie Kelly (Londres; 15 de enero de 1998) es una futbolista inglesa. Juega como delantera en el Arsenal de la FA WSL de Inglaterra y en la selección de Inglaterra. Anteriormente jugó para el Manchester City y el Everton y representó a su país en las selecciones menores sub-17, sub-19 y sub-20.
En la Eurocopa Femenina 2022, Kelly salió del banco de suplentes para marcar el gol de la victoria en la final del torneo, asegurando al equipo su primer gran trofeo. El 24 de mayo de 2025 en Lisboa ganó la UEFA Champions League femenina con el Arsenal, tras ganarle 1-0 al FC Barcelona.

## Biografía
Nacida el 15 de enero de 1998 y criada en el distrito de Hanwell, en el oeste de Londres, como la menor de siete hermanos, Kelly comenzó a jugar al fútbol a una edad temprana con sus cinco hermanos. Antes de unirse al Centro de Excelencia del Arsenal, jugó para el Queen Park Rangers. Viajaba dos horas de ida y vuelta en tren cuando era adolescente para entrenar con el Arsenal.

## Trayectoria

### Arsenal
El 23 de julio de 2015, con 17 años, Kelly debutó con el primer equipo del Arsenal en la Copa Continental contra el Watford FC, anotando su primer gol a los 22 minutos del partido.

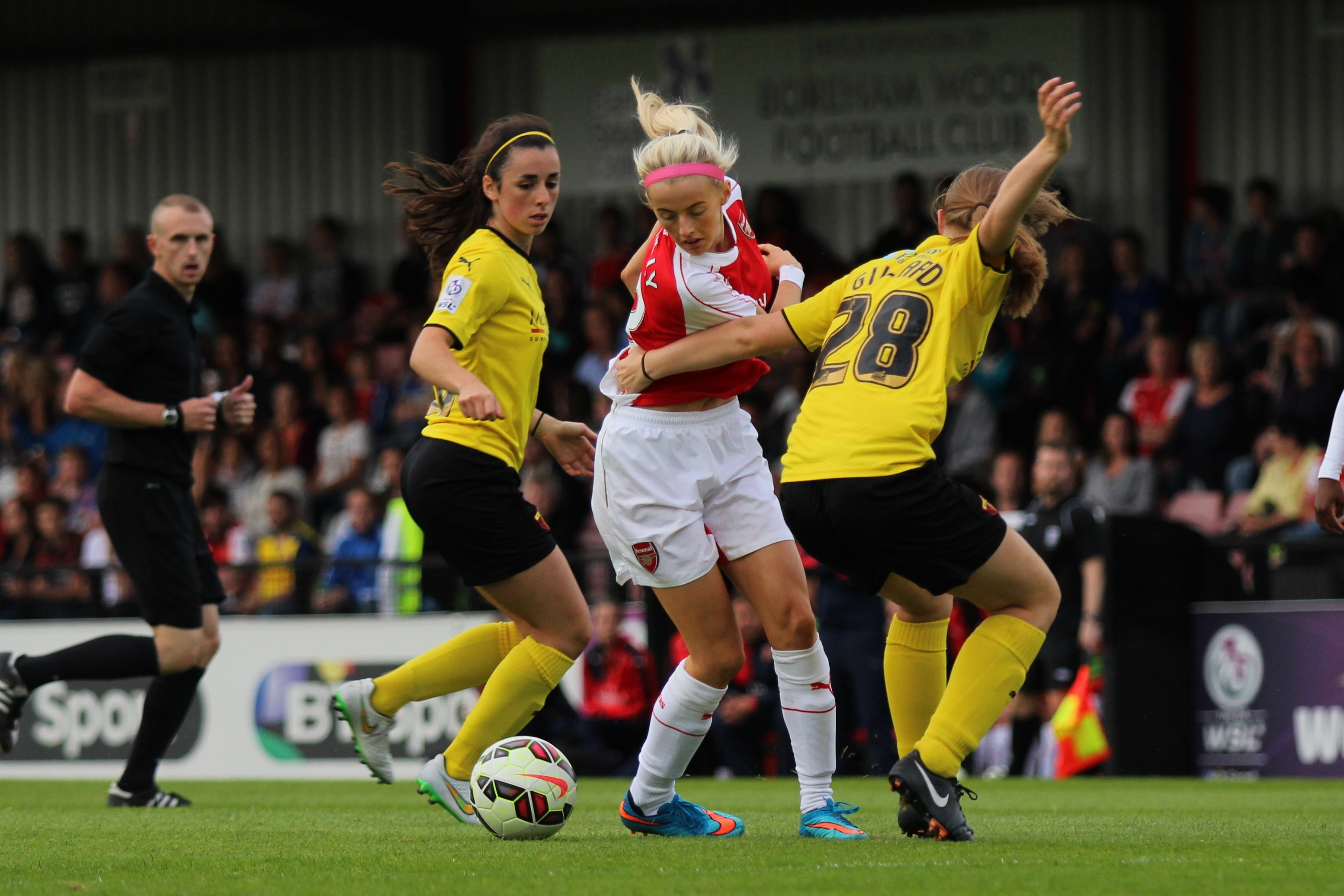
Kelly durante su debut en el Arsenal en julio de 2015.

En febrero de 2016, Kelly firmó su primer contrato profesional. Hizo una aparición en la victoria 5-1 sobre el Sunderland el 25 de junio, antes de ser cedida al Everton cuando éste se encontraba en la segunda división. Después de regresar al Arsenal en octubre del mismo año, disputó tres partidos más durante la temporada 2016 de la FA WSL, quedando el club en tercera posición. El Arsenal también ganó la final de la FA Women's Cup en el estadio de Wembley. Aunque Kelly estaba en el equipo, no jugó durante la victoria 1-0 sobre el Chelsea.
En febrero de 2017, la delantera firmó un nuevo contrato con el Arsenal. Pisó las canchas en siete oportunidades y anotó dos goles antes de ser cedida al Everton en julio.

### Everton

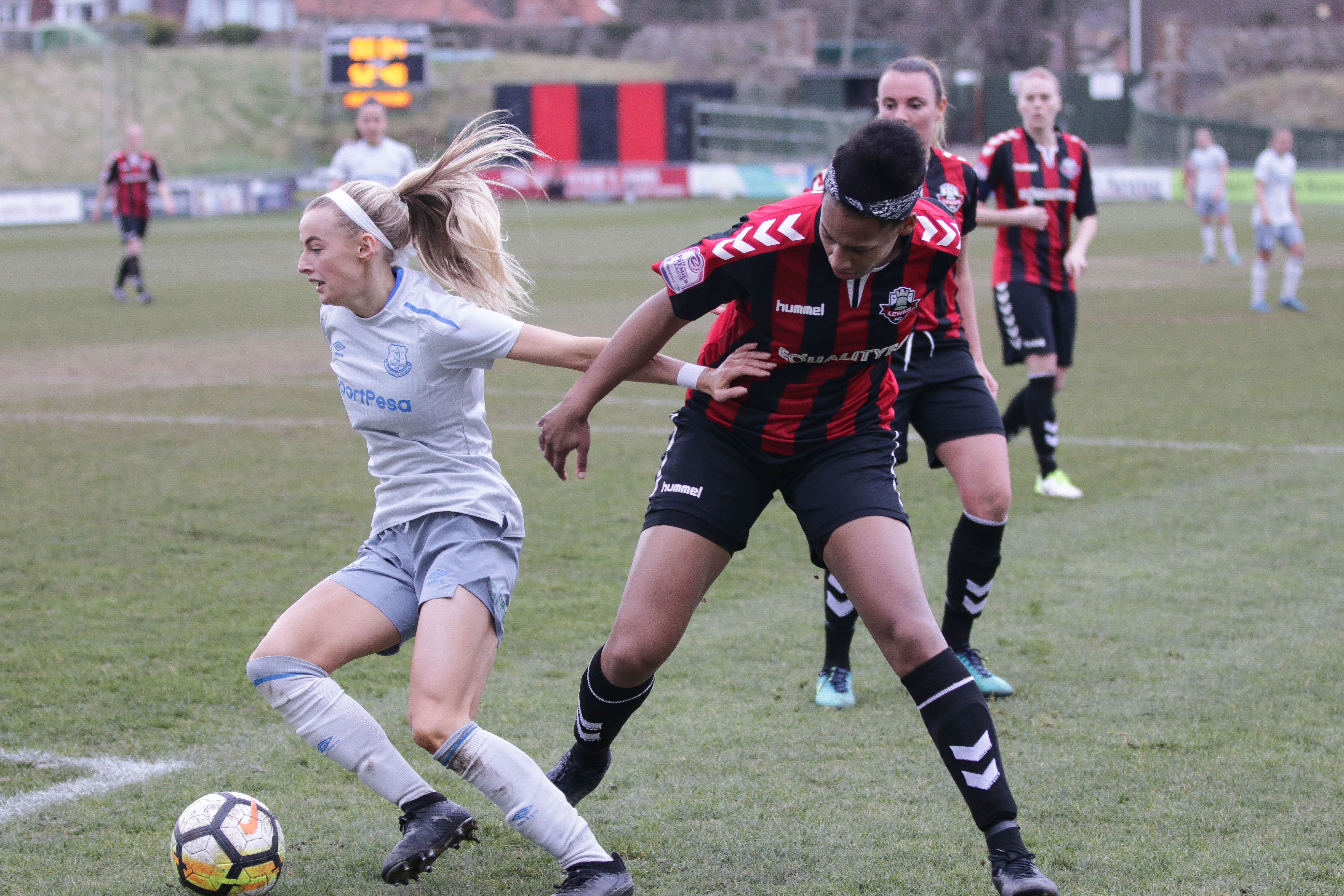
Kelly (izquierda) jugando para el Everton.

En junio de 2016, se unió al Everton de ls FA WSL 2 en un préstamo de tres meses para ganar experiencia adicional en el primer equipo. Disputó nueve partidos y anotó dos goles.
Al año siguiente regresó al Everton, tras su ascenso a la primera división. Kelly jugó cuatro encuentros con el equipo y marcó dos tantos en los meses restantes de 2017.
En enero de 2018, la delantera hizo una transferencia permanente al Everton con contrato hasta el verano de 2020. Con un total de 15 apariciones con el Everton durante la FA WSL 2017-18 y dos goles anotados su equipo terminó noveno en la tabla. Durante la temporada 2018-19 de la FA WSL, hizo once apariciones y anotó un gol durante el empate 3-3 del equipo contra Brighton & Hove Albion a pesar de jugar con una lesión en el tobillo durante toda la temporada. Everton terminó en décimo lugar.
Después de someterse a una cirugía de tobillo, el 2019 marcó un punto de inflexión en la carrera de Kelly. Anotó 9 goles en 12 partidos para el Everton durante la FA WSL 2019-20, lo que ayudó al club a escalar la tabla hasta el sexto lugar. Fue la cuarta máxima anotadora de la liga y la máxima goleadora del Everton. Durante el segundo partido del campeonato, Kelly anotó un doblete que llevó al Everton a una victoria por 2-0, volviéndose viral su segundo gol de larga distancia. La actuación de la delantera durante la primera parte de la temporada le valió una convocatoria a la selección nacional. En enero de 2020, Kelly anotó un triplete contra el Reading en una victoria por 3-1. Fue el primer triplete de una jugadora del Everton desde 2013.
En junio de 2020, dejó el Everton tras rechazar un nuevo contrato.

### Manchester City
El 3 de julio de 2020, Kelly firmó un contrato de dos años con el Manchester City. En septiembre de 2020, fue incluida en el Equipo del Año de la WSL. Un mes más tarde, anotó un doblete contra el Tottenham Hotspur en la victoria por 4-1.
El 5 de mayo de 2021, Kelly sufrió una rotura de ligamento cruzado anterior.

## Selección nacional
Kelly ha representado a Inglaterra a nivel absoluto, así como en varias categorías menores, incluidas el sub-17 y sub-20.

### Categorías menores
En 2014, disputó el Campeonato Europeo Sub-17 de 2013-2014 en Inglaterra. También formó parte del equipo que obtuvo el tercer puesto en la Copa Mundial Sub-20 de 2018.

### Selección mayor
Kelly debutó en la selección absoluta en noviembre de 2018, entrando como suplente en la victoria por 3-0 en un amistoso sobre Austria en Viena.
En junio de 2022, fue convocada para la Eurocopa Femenina de 2022 por Sarina Wiegman. El 31 de julio de 2022, durante la final de este torneo, Kelly ingresó como substituta para marcar el gol de la victoria en el minuto 110 de la prórroga contra Alemania, asegurando la victoria de Inglaterra y su primer título continental.

## Estadísticas

### Clubes
| Club             | País       | Año            |
| ---------------- | ---------- | -------------- |
| Arsenal          | Inglaterra | 2015-2018      |
| Everton (cedida) | Inglaterra | 2016-2018      |
| Everton          | Inglaterra | 2018-2020      |
| Manchester City  | Inglaterra | 2020-2025      |
| Arsenal (cedida) | Inglaterra | 2025           |
| Arsenal          | Inglaterra | 2025- presente |

## Palmarés

### Títulos nacionales
| Título                | Club            | País       | Año     |
| --------------------- | --------------- | ---------- | ------- |
| Women's FA Cup        | Arsenal         | Inglaterra | 2015-16 |
| Women's FA Cup        | Manchester City | Inglaterra | 2019-20 |
| FA Women's League Cup | Manchester City | Inglaterra | 2021-22 |

### Títulos internacionales
| Título               | Equipo            | Sede       | Año  |
| -------------------- | ----------------- | ---------- | ---- |
| Eurocopa Femenina    | Selección Inglesa | Inglaterra | 2022 |
| Finalissima Femenina | Selección Inglesa | Inglaterra | 2023 |
| Champions League     | Arsenal           | Lisboa     | 2025 |
| Eurocopa Femenina    | Selección Inglesa | Suiza      | 2025 |

(*) Incluyendo la Selección